# Ижмора
Ижмора (устар. Ижморка) — река в России, протекает в Пензенской области. Устье реки находится в 16 км по правому берегу реки Ушинки. Длина реки составляет 17 км.

## Данные водного реестра
По данным государственного водного реестра России относится к Окскому бассейновому округу, водохозяйственный участок реки — Цна от города Тамбов и до устья, речной подбассейн реки — Мокша. Речной бассейн реки — Ока.
Код объекта в государственном водном реестре — 09010200312110000029676.